# Estrées-la-Campagne
Estrées-la-Campagne é uma comuna francesa na região administrativa da Normandia, no departamento Calvados. Estende-se por uma área de 7,52 km². Em 2010 a comuna tinha 258 habitantes (densidade: 34,3 hab./km²).